# 沈望傅
沈望傅（Sim Wong Hoo，1955年—2023年1月4日） 新加坡企業家，创新科技的首席执行官和主席，是电脑声音系统的先驱者。出生于新加坡。完成中学教育后进入新加坡義安理工學院获得电机与电子工程专业文凭。1981年，沈望傅与他的几位朋友一起创业。并在当年的珠光大厦开了一间电脑维修公司还负责为他们所销售的苹果电脑添加电脑存储板的服务。过后创新科技开始从事改造电脑以便能改进音像能力并能应用中文发音。这个发明使创新科技拥有自己的产品并命名为"声霸" 。"声霸"后来也成为所有声卡产品的标准。
45岁的沈望傅已经成为新加坡最年轻的亿万富翁，並连续被提名1992年和1997年最成功的企业家。2002年他被新加坡电脑协会（Singapore Computer Society）公认为最对通讯科技工业有重大贡献的企业家。沈望傅也曾任"新加坡科技企业21世纪"（Technopreneurship 21）委员会主席。
创新科技在他的领导之下，不仅在发展了声卡的多样化，并增加生产其相关产品如数碼光碟机、电脑影像卡、数码音声机、和数码音乐播放器。
2004年创新科技的产品，让沈望傅在拉斯维加斯电子消费展上获得了"最佳电子消费产品奖”（"Best of CES"）。
沈望傅还出了一本书，题为"千禧年后之狂想曲"（"Chaotic Thoughts From The Old Millennium"）。

## 创新科技
沈望傅的创新科技開發了一系列声霸产品，它是第一个使一般消费者广泛使用的產品。「声霸卡」在1989年推出，并在1992年推出「立体声声霸卡」。还增加了16位节储存单位的音波樂器數碼介面（MIDI-Musical Instrument Digital Interface）的「声霸AWE32」和32位节储存单位，及64声波的音波樂器數碼介面（MIDI-Musical Instrument Digital Interface）的「声霸AWE64」。1998年，声霸卡是第一个应用了外設組件互連標準（PCI）的声卡。多年来，创新科技不断的提高声霸卡，使消费者能从电脑上享受到三维音像和家庭影院式的音质。

## 参看
- 创新科技 （页面存档备份，存于）
- Timeline of Creative vs Aureal lawsuits
- Seno N. Alexandra, "Creative's Genuis", Asiaweek article, September 2000
- The Register, "Creative declares war on iPod", 18 Novemember 2004  （页面存档备份，存于）
- Press Release, "Creative Awarded U.S. Patent On Its Invention Of User Interface For Portable Media Players", 30 August 2005
- United States Patent and TradeMark Office Patent 6,928,433:  （页面存档备份，存于）
- Press Release, "Creative Announces Q3 FY06 Financial Results"
- 本地科技公司创新科技总裁沈望傅逝世 终年68岁  （页面存档备份，存于）